# Der Sturm (Zeitschrift)
Der Sturm (1910–1932) war eine erst wöchentliche, dann halbmonatliche, seit 1915 meist monatliche Zeitschrift des Expressionismus, die in Berlin von Herwarth Walden herausgegeben wurde. Im März 1912 eröffnete Walden die Sturm-Galerie in einer Abrissvilla in der Berliner Tiergartenstraße mit einer Wanderausstellung des Blauen Reiter. Später war sie in der Potsdamer Straße 134 A angesiedelt, wo sich auch die Redaktion der Zeitschrift Der Sturm befand. Aus finanziellen Gründen mussten diese Räume 1928 aufgegeben werden. Bis zum Ende 1932 war der Sturm in der Bayreuther Straße 39 beheimatet.

## Geschichte

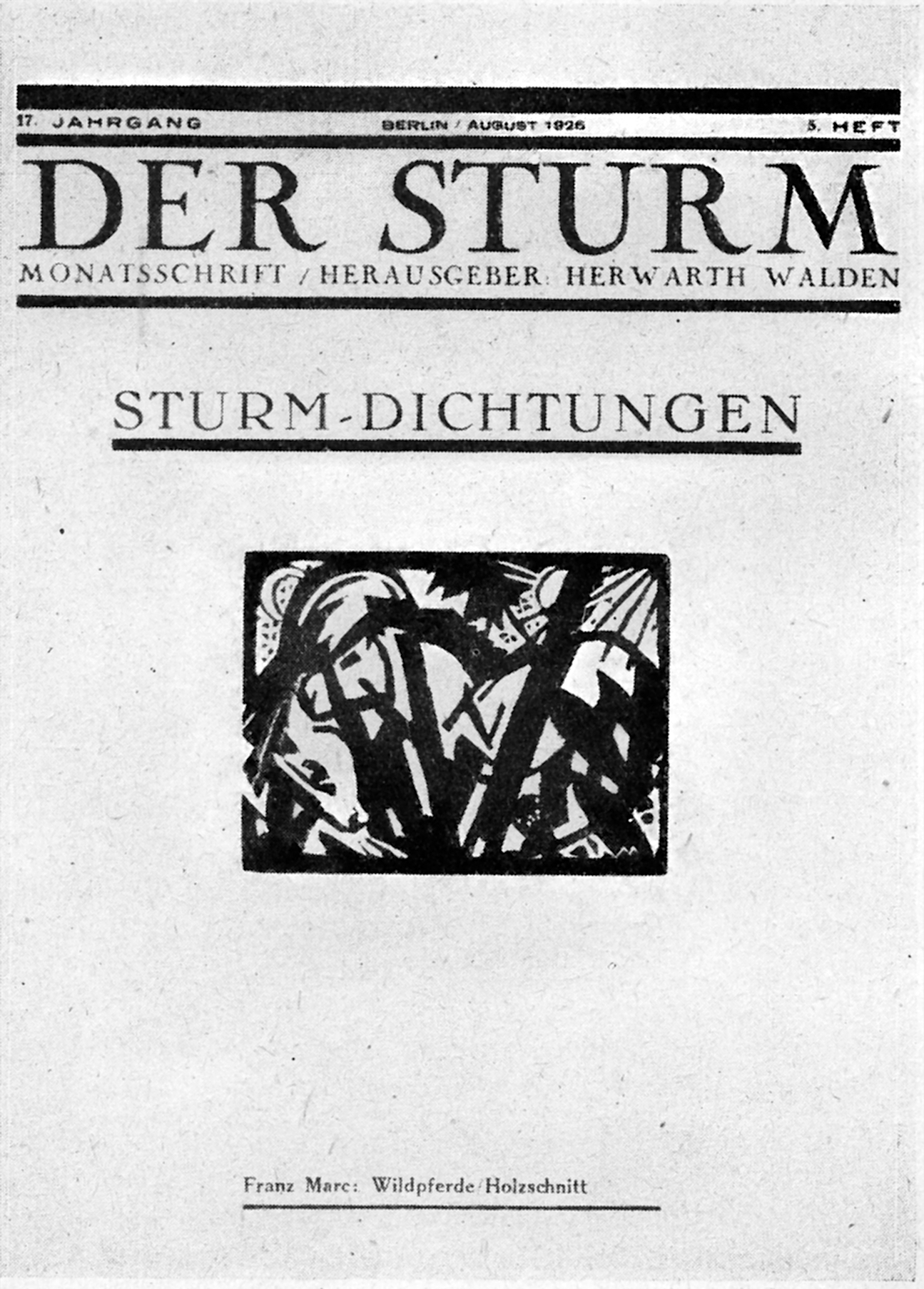
Der Sturm, 17. Jahrgang, August 1926, 5. Heft

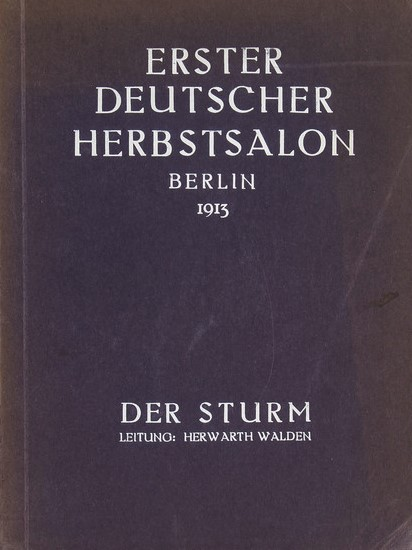
Für die Ausstellung mietete die Sturm-Galerie eigene Räume an.

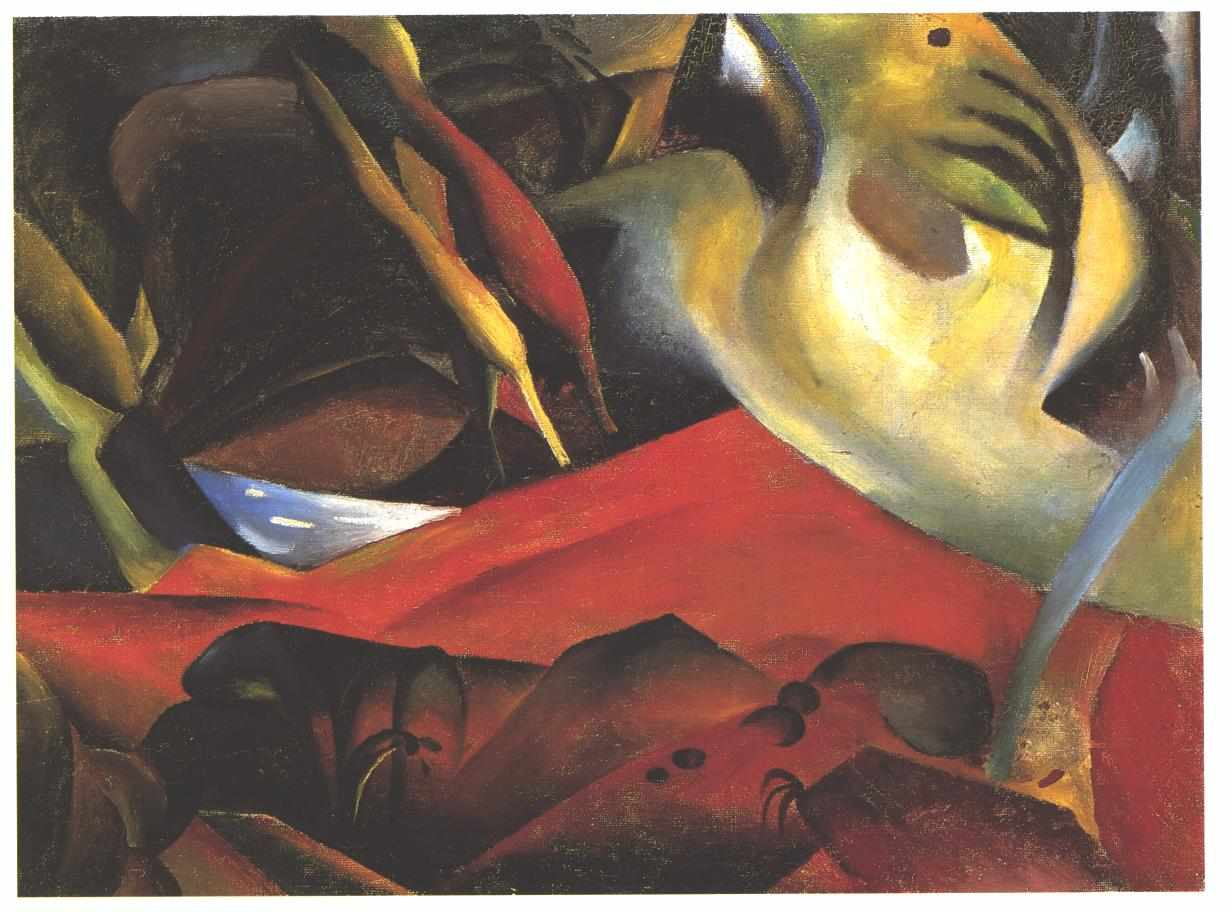
August Macke: Der Sturm (1911)

Der Sturm gehörte – gemeinsam mit Die Aktion von Franz Pfemfert – zu den großen avantgardistischen Zeitschriften, die zu Beginn des 20. Jahrhunderts gegründet und publiziert wurden.
Anlässlich des 1910 „grassierenden Kometenfiebers“ sollte die Zeitschrift ursprünglich Der Komet heißen.
Erstmals erschien Der Sturm am 3. März 1910 als Wochenschrift für Kultur und Kunst. Herausgeber und Schriftleiter war Herwarth Walden, der zu dieser Zeit gemeinsam mit seiner ersten Frau Else Lasker-Schüler in der Katharinenstraße 5 in Berlin-Wilmersdorf wohnte und arbeitete. 1912 heiratete Walden nach der Scheidung von Lasker-Schüler die Schwedin Nell Roslund. In den Jahren von 1916 bis 1926 arbeitete Lothar Schreyer als Redakteur für Waldens Zeitschrift, die sich für die Förderung aller avantgardistischen Stilrichtungen einsetzte: Dadaismus, Futurismus, Expressionismus und Kubismus.
Zu den literarischen Mitarbeitern zählten unter anderem Peter Altenberg, Max Brod, Richard Dehmel, Alfred Döblin, Anatole France, Knut Hamsun, Arno Holz, Karl Kraus, Selma Lagerlöf, Else Lasker-Schüler, Alfred Lichtenstein, Adolf Loos, Heinrich Mann, Otto Nebel, Paul Scheerbart, René Schickele. Rund um die Zeitschrift bildete sich der Sturmkreis. Im Sturmverlag erschienen expressionistische Dramen (u. a. von Hermann Essig und August Stramm), Kunstmappen (Oskar Kokoschka), Künstlermonographien (Kandinsky-Album) und kunsttheoretische Schriften von Herwarth Walden. Bekannteste Verlagsreihe waren die Sturm-Bücher (z. B. Die Sturmbücher 1 und 2 waren Werke August Stramms – Sancta Susanna und Rudimentär). Neben den Büchern wurden auch Kunstpostkarten nach Werken junger, meist noch unbekannter Künstler herausgegeben: Franz Marc, Wassily Kandinsky, Oskar Kokoschka, August Macke, Carlo Mense, Gabriele Münter, Georg Schrimpf, Arnold Topp, Maria Uhden, Otto Nebel, Hermann Huber und andere.
Der Begriff Sturm wurde von Herwarth Walden zum Markenzeichen bei der Durchsetzung der modernen Kunst in Deutschland ausgestaltet. Es gab auch eine Sturmbühne (1918), eine Sturm-Galerie (1912) und die Sturm-Abende, an denen futuristische Lyrik vorgetragen wurde. Europäische Bedeutung erlangte die Galerie durch den Ersten Deutschen Herbstsalon 1913. An der von Georg Muche geleiteten Sturm-Kunstschule (1916) lehrten u. a. Oskar Kokoschka (auch von dessen Bruder Bohuslav sind Zeichnungen in Der Sturm veröffentlicht worden) und Wassily Kandinsky sowie Maler der Brücke und des Blauen Reiter. 1917 wurde auch eine Sturm-Buchhandlung eingerichtet.
Vor allem in der Zeit vor Ausbruch des Ersten Weltkriegs spielte Der Sturm eine entscheidende Rolle im französisch-deutschen Austausch der Expressionisten. Das besondere Verhältnis zwischen Berlin und Paris ist dabei zu beachten. Regelmäßig wurden Gedichte und Texte französischer bzw. französischsprachiger Expressionisten veröffentlicht (Guillaume Apollinaire, Blaise Cendrars etc.). Angesichts der Feindseligkeiten beider Nationen brach dieser Austausch mit dem Ersten Weltkrieg ab, wurde jedoch Anfang der 1920er Jahre, allerdings deutlich bescheidener, erneuert.
Angesichts des aufziehenden Nationalsozialismus verließ Walden 1932 Deutschland und ging nach Moskau, wo er als Lehrer und Verleger arbeitete.
100 Jahre nach der Eröffnung der Sturm-Galerie widmete ihr das Wuppertaler Von der Heydt-Museum im Jahr 2012 eine Gedächtnisausstellung.

## Konzept
Herwarth Walden 1910 in einem Prospekt zur Abonnentenwerbung für seine Zeitschrift:
„DER STURM ist das Blatt der Unabhängigen. Kultur und Kunst der heutigen Zeit werden kritisch bewertet. In dieser Zeitschrift äußern sich nur Persönlichkeiten, die eigene Gedanken und eigene Anschauungen haben. Ausgeschlossen ist jede Art von Journalismus und Feuilletonismus.
Die Wochenschrift DER STURM enthält in jeder Nummer Essays über Fragen der Kunst und Kultur. Die produktive Kunst erscheint in Romanen, Novellen und Gedichten bedeutender zeitgenössischer Autoren. Der Polemik und der Kritik in Wort und Linie wird weitester Raum gewährt“.

## Nachdruck
1970 erschien im Verlag Kraus, Nendeln (Liechtenstein) ein Reprint aller erschienenen Bände.